# Ненслинген
Ненслинген (њем. Nennslingen) град је у њемачкој савезној држави Баварска. Једно је од 27 општинских средишта округа Вајсенбург-Гунценхаузен. Према процјени из 2010. у граду је живјело 1.376 становника. Посједује регионалну шифру (AGS) 9577151.

## Географски и демографски подаци
Ненслинген се налази у савезној држави Баварска у округу Вајсенбург-Гунценхаузен. Град се налази на надморској висини од 523 метра. Површина општине износи 22,0 km². У самом граду је, према процјени из 2010. године, живјело 1.376 становника. Просјечна густина становништва износи 63 становника/km².